# Wolfgang Paul
Wolfgang Paul, född 10 augusti 1913 i Lorenzkirch i Zeithain i Sachsen, död 7 december 1993 i Bonn, var en tysk fysiker som tilldelades Nobelpriset i fysik år 1989. Han fick priset med motiveringen "för utvecklingen av jonfälletekniken". Han delade halva prissumman med Hans G Dehmelt. Den andra halvan av priset fick Norman F Ramsey.

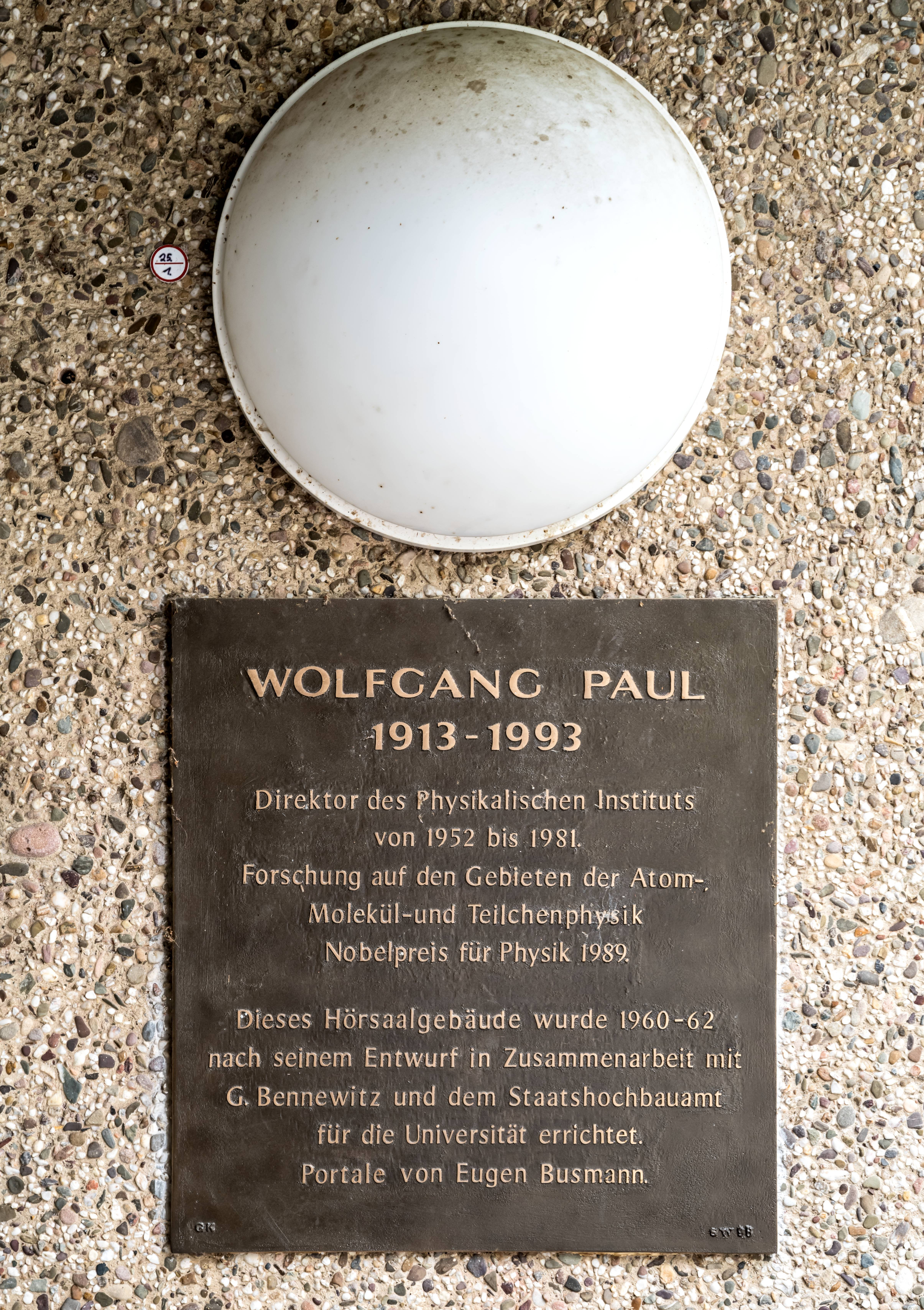
Minnestavla i en lektionssal vid Universitetet i Bonn.

Han tog teknisk doktorsexamen vid Technische Hochschule Berlin 1939. Han var professor i experimentell fysik vid universitetet i Bonn från 1952 till 1981.
Han utvecklade tillsammans med Hans Dehmelt den så kallade jonfälletekniken med vars hjälp man kan fånga och studera en enskild elektron eller jon med stor precision.